# Matheus Araújo
Matheus de Araújo Andrade (ur. 22 maja 2002 w Osasco) – brazylijski piłkarz występujący na pozycji ofensywnego lub środkowego pomocnika, od 2021 roku zawodnik Corinthians.